# Mitrídates III da Ibéria
Mitrídates III (em latim: Mithridates; em georgiano: Μιθριδάτης; romaniz.: Mithridátes) foi um príncipe da dinastia cosroida que tornar-se-ia rei (mefe) do Reino da Ibéria de 365 a 380. Entre 370 a 378, sua autoridade foi desafiada por seu primo Sauromaces II, que foi instalado como rei de parte dos territórios ibéricos pelo Império Romano.

## Nome
Mitridates (Μιθριδάτης, Mithridátes) é uma das variações em grego (as demais são Meerdates [Meherdates], Mitradates [Μιθραδάτης, Mithradátes] e Meredates [Μερεδατης]) do antropônimo persa antigo Mitradata (*Miθra-dāta-), "dado por Mitra". O nome foi registrado como Mirdate (Mihrdāt) em parta (𐭌𐭕𐭓𐭃𐭕), persa médio e armênio (Միհրդատ), mtrdt em aramaico e persa novo como Merdade (mehrdâd).

## Vida
Mitrídates era filho de Aspacures II e neto de Meribanes III (r. 284–361). Em 363, no rescaldo da Paz de Nísibis assinada pelo Império Romano e o Império Sassânida, seu primo Sauromaces II foi deposto e Aspacures II foi instalado em seu lugar. Aspacures faleceu em 365 e foi sucedido por Mitrídates. A intervenção sassânida no Cáucaso acabou atraindo uma resposta romana e, mais tarde, em 370, o imperador Valente (r. 364–378) enviou a décima segunda legião - cerca de 12 mil homens - sob o comando de Terêncio, que restaurou Sauromaces nas províncias ocidentais do Reino da Ibéria, adjacentes à Armênia e Lázica, enquanto Mitrídates foi autorizado a manter o controle da parte nordeste do reino. O acordo não foi reconhecido pelo xainxá Sapor II (r. 309–379), que o considerou motivo para guerra, e retomou as hostilidades contra o Império Romano no início de 371. Em 378, em decorrência da Batalha de Adrianópolis que vitimou Valente, os romanos abandonaram Sauromaces e a Ibéria submeteu-se, inteira ou quase, à suserania sassânida. Em 380, Mitrídates foi sucedido por seu filho Aspacures III (r. 380–394).